# Mieleszkowce Zalesiańskie
Mieleszkowce Zalesiańskie – wieś w Polsce położona w województwie podlaskim, w powiecie sokólskim, w gminie Kuźnica.
W latach 1975–1998 miejscowość administracyjnie należała do województwa białostockiego.
Wierni kościoła rzymskokatolickiego należą do parafii Najświętszej Maryi Panny Pocieszenia w Zalesiu.